# Mistrzostwa Europy w Boksie 1973
XX Mistrzostwa Europy w Boksie (mężczyzn) odbyły się w dniach 1–9 czerwca 1973 w Belgradzie. Walczono w jedenastu kategoriach wagowych. Startowało 148 uczestników z 22 państw, w tym jedenastu reprezentantów Polski.

## Medaliści

### Waga papierowa
| Złoto                  | Srebro                     | Brąz                                                |
| ---------------------- | -------------------------- | --------------------------------------------------- |
| Władysław Zasypko ZSRR | Bejhan Fuczedżiew Bułgaria | John Bambrick Szkocja · Enrique Rodríguez Hiszpania |

### Waga musza
| Złoto                       | Srebro                      | Brąz                                   |
| --------------------------- | --------------------------- | -------------------------------------- |
| Constantin Gruiescu Rumunia | Vicente Rodríguez Hiszpania | Gerd Schubert RFN · Nikołaj Łodin ZSRR |

### Waga kogucia
| Złoto                  | Srebro              | Brąz                                            |
| ---------------------- | ------------------- | ----------------------------------------------- |
| Aldo Cosentino Francja | Mircea Tone Rumunia | Krzysztof Madej Polska · Dymityr Milew Bułgaria |

### Waga piórkowa
| Złoto              | Srebro                     | Brąz                                                |
| ------------------ | -------------------------- | --------------------------------------------------- |
| Stefan Förster NRD | Zoran Jovanović Jugosławia | Gabriel Pometcu Rumunia · Heikki Vilander Finlandia |

### Waga lekka
| Złoto                | Srebro                 | Brąz                                      |
| -------------------- | ---------------------- | ----------------------------------------- |
| Simion Cuțov Rumunia | Ryszard Tomczyk Polska | Wolfgang Schoth RFN · Günter Radowski NRD |

### Waga lekkopółśrednia
| Złoto                    | Srebro                | Brąz                                   |
| ------------------------ | --------------------- | -------------------------------------- |
| Marijan Beneš Jugosławia | Anatolij Kamniew ZSRR | Ulrich Beyer NRD · László Juhász Węgry |

### Waga półśrednia
| Złoto              | Srebro              | Brąz                                                     |
| ------------------ | ------------------- | -------------------------------------------------------- |
| Sándor Csjef Węgry | Manfred Weidner NRD | Živorad Jelesijević Jugosławia · Władimir Kolew Bułgaria |

### Waga lekkośrednia
| Złoto                  | Srebro                   | Brąz                                     |
| ---------------------- | ------------------------ | ---------------------------------------- |
| Anatolij Klimanow ZSRR | Wiesław Rudkowski Polska | Peter Tiepold NRD · Sandu Tirila Rumunia |

### Waga średnia
| Złoto                     | Srebro              | Brąz                                            |
| ------------------------- | ------------------- | ----------------------------------------------- |
| Wiaczesław Lemieszew ZSRR | Alec Năstac Rumunia | Witold Stachurski Polska · Pierre Gomez Francja |

### Waga półciężka
| Złoto                  | Srebro               | Brąz                                           |
| ---------------------- | -------------------- | ---------------------------------------------- |
| Mate Parlov Jugosławia | Janusz Gortat Polska | Oleg Korotajew ZSRR · Sjeg Verstappen Holandia |

### Waga ciężka
| Złoto                | Srebro            | Brąz                                            |
| -------------------- | ----------------- | ----------------------------------------------- |
| Wiktor Uljanicz ZSRR | Peter Hussing RFN | Ion Alexe Rumunia · Atanas Suwandżijew Bułgaria |

## Występy Polaków
- Ryszard Czerwiński (waga papierowa) przegrał pierwszą walkę w ćwierćfinale z Enrique Rodríguezem (Hiszpania)
- Leszek Błażyński (waga musza) wygrał w eliminacjach z Maurice'em O'Sullivanem (Walia), a w ćwierćfinale przegrał z Nikołajem Łodinem (ZSRR)
- Krzysztof Madej (waga kogucia) wygrał w eliminacjach z Mickiem Dowlingiem (Irlandia), w ćwierćfinale z Václavem Hocke (Czechosłowacja), a w półfinale przegrał z Mirceą Tonim (Rumunia) zdobywając brązowy medal
- Roman Gotfryd (waga piórkowa) wygrał w eliminacjach z Willemem Ruckiem (Holandia) i przegrał z Gabrielem Pometcu (Rumunia)
- Ryszard Tomczyk (waga lekka) wygrał w eliminacjach z Herbertem Trausmithem (Austria), w ćwierćfinale z László Orbánem (Węgry), w półfinale z Wolfgangiem Schothem RFN), a w finale przegrał z Simionem Cuțovem (Rumunia) zdobywając srebrny medal
- Ryszard Petek (waga lekkopółśrednia) przegrał pierwszą walkę w eliminacjach z Ulrichem Beyerem (NRD)
- Józef Stachowiak (waga półśrednia) pokonał w eliminacjach Josefa Pachlera (Austria), a w ćwierćfinale przegrał z Manfredem Weidnerem (NRD)
- Wiesław Rudkowski (waga lekkośrednia) wygrał w eliminacjach z Franzem Dorferem (Austria), w ćwierćfinale z Tomášem Kemelem (Czechosłowacja),  w półfinale z Sandu Tirilą (Rumunia), a w finale przegrał z Anatolijem Klimanowem (ZSRR) zdobywając srebrny medal
- Witold Stachurski (waga średnia) wygrał w eliminacjach z Dragomirem Vujkoviciem (Jugosławia), w ćwierćfinale z Poulem Knudsenem {Dania), a w półfinale przegrał z Wiaczesławem Lemieszewem (ZSRR) zdobywając brązowy medal
- Janusz Gortat (waga półciężka) wygrał w ćwierćfinale z Günterem Petersem (RFN), w półfinale z Sjegiem Verstappenem (Holandia), a w finale przegrał z Mate Parlovem (Jugosławia) zdobywając srebrny medal
- Lucjan Trela (waga ciężka) wygrał w eliminacjach z Hennie Toonenem (Holandia), a w ćwierćfinale przegrał z Peterem Hussingiem (RFN)